# Carlo Bronne
 (juin 2022).
 (juin 2022).
Carlo Bronne, né le 29 mai 1901 à Liège et mort le 25 juillet 1987 à Villance, était un magistrat, historien et écrivain belge.

## Biographie
Le père de Carlo Bronne était journaliste et collaborait au journal La justice, de Georges Clemenceau.
Carlo Bronne suit des études à l'Athénée royal d'Ixelles et suit le reste de sa scolarité au Lycée Carnot à Paris jusqu'en 1919. Il obtient un doctorat en droit à l'université de Liège en 1925. Il écrit ses deux premiers recueils de poèmes durant une convalescence : Les Fruits de cendre en 1929, et Collines que j'aimais en 1930. Ses premières tentatives littéraires sont uniques au reste de son œuvre qui se focalisera sur l'histoire, et en particulier celle de la Belgique.
Il poursuit une carrière dans la magistrature, en débutant en juge suppléant au tribunal de première instance de Liège en décembre 1930, puis président de la cour d'appel de Liège en 1960.
Il est anobli avec le tire de baron en reconnaissance de son œuvre littéraire en 1976. Il devient membre de l'Institut de France et de l'Académie royale de langue et de littérature françaises de Belgique, où il occupe le fauteuil n°3 de Georges Virrès à partir du 13 mars 1948.
Il signe la pétition de professeurs et académiciens La Wallonie en alerte (1947) demandant que l'on n'adapte pas les sièges du parlement aux résultats du recensement avant qu'une solution soit trouvée à la minorisation de la Wallonie.
L’Académie française lui décerne le prix Kornmann en 1945 pour Léopold Iᵉʳ, et le prix du rayonnement de la langue et de la littérature françaises en 1968.
En 1975, il reçoit le Prix quinquennal de littérature pour l'ensemble de sa carrière.

## Publications
- Albert Ier le roi sans terre, Bruxelles, Paul Legrain, 1983.
- Belles étrangères en Belgique, Bruxelles, Didier Hatier, 1986.
- Bleu d'Ardenne, Bruxelles, André De Rache, 1969.
- Compère qu'as-tu vu ? Mémoires, Bruxelles, Louis Musin éditeur, 1975.
- Des Andes au Kremlin, Bruxelles, Goemaere, 1956.
- Esquisses au crayon tendre, Bruxelles, éditions Charles Dessart, 1942.
- Esquisses au crayon tendre, suivi de la Porte d'exil, Bruxelles, Biblis, 1954.
- Financiers et comédiens au XVIIIe siècle, Bruxelles, Goemaere, 1969.
- Hommes de cœur et femmes de tête, Bruxelles, Goemaere, 1958.
- Hôtel de l'Aigle Noire, Bruxelles, éditions du Mont des Arts, 1954, exemplaire 464/3000.
- Joseph Lebeau, Bruxelles, La Renaissance du livre, 1944.
- Jules Van Praet, conseiller et confident de Léopold Iᵉʳ, Bruxelles, la belgothèque/Paul Legrain, 1983.
- L'Amalgame ou la Belgique de 1814 à 1830, Bruxelles, Paul Legrain, réimpression de l'édition originale de 1948 (prix quinquennal de l'essai 1950).
- La Comtesse Le Hon, Bruxelles, La Renaissance du Livre, 1951.
- La Galerie des ancêtres, Bruxelles, La Renaissance du livre, 1950.
- La Marquise Arconati dernière châtelaine de Gaasbeek, Bruxelles, Les cahiers historiques, 1970 (édition originale numérotée : 714/1750)
- La Tapisserie royale, Bruxelles, Durendal, 1952.
- La vie impétueuse de Malou-Riga (1753-1827), Editions Brepols, Bruxelles, 1962.
- Le miroir de Belgique, Banque de Paris et des Pays-Bas, 1957
- Le Promenoir des amis, Bruxelles, André De Rache, 1967.
- Le Temps des vendanges, Mémoires, Bruxelles, Louis Musin éditeur, 1976.
- Léopold Ier et son temps, Bruxelles, 1980.
- Les Abeilles du manteau, Bruxelles, La Renaissance du livre, 1939 (exemplaire numéroté sur papier van Gelder 20/30)
- Les Roses de cire, Bruxelles, André De Rache éditeur, 1972.
- Un Américain en Ardenne, Bruxelles, André De Rache, 1974.
- La Conspiration des paniers percés, Ed. B. Goemare, 1959